# Barton River (vattendrag i Australien)
Barton River är ett vattendrag i Australien. Det ligger i delstaten Western Australia, omkring 2 300 kilometer nordost om delstatshuvudstaden Perth.
Omgivningarna runt Barton River är huvudsakligen savann. Trakten runt Barton River är nära nog obefolkad, med mindre än två invånare per kvadratkilometer. Genomsnittlig årsnederbörd är 1 191 millimeter. Den regnigaste månaden är januari, med i genomsnitt 348 mm nederbörd, och den torraste är juni, med 3 mm nederbörd.